# 시오타니 가즈히코
시오타니 가즈히코(일본어: 塩谷 和彦, 1974년 5월 27일 ~ )는 일본의 전 프로 야구 선수이다.

## 인물

### 선수 시절
1992년, 신코가쿠엔 신코 고등학교 시절에 포수로서 고시엔 대회에 출전(제74회 전국 고등학교 야구 선수권 대회), 같은 해 가을에 열린 프로 야구 드래프트 회의에서 한신 타이거스로부터 6순위로 지명을 받고 입단했다. 입단 당시에는 “계약금으로 어머니의 무덤을 짓겠다”라고 말했다.
당시 한신의 포수에는 야마다 가쓰히코, 기도 가쓰히코, 세키카와 고이치 등이 활약하고 있어 시오타니는 포수로서의 출전 기회를 받지 못하는 등 2군에서의 선수 생활이 계속되고 있었다. 1996년 10월 9일의 시즌 최종전이 되는 주니치 드래건스전에서 1회말에 나카니시 기요오키의 대타로 기용되어 프로 첫 홈런이 되는 만루 홈런을 때려내 한신은 일본 프로 야구 사상 최초가 되는 ‘1이닝 만루 홈런 2개’를 기록했다.(같은 이닝에 1개째가 되는 만루 홈런을 친 것은 신조 쓰요시였다.)
시오타니가 입단한 이후에도 같은 포수인 야노 아키히로나 요시모토 료가 한신에 이적해 왔기 때문에 1998년에 출전 기회를 늘리기 위해 내야수(주로 3루수)로 전향하는 등 타격이 안정되면서 가끔 정규 경기에 출전하게 되었지만 당시 노무라 가쓰야 감독에 의한 아들 가쓰노리의 기용이나 하마나카 오사무를 시작으로 하는 젊은 야수들의 활약에 의해 타석에 들어설 기회가 적었다. 2001년 시즌 종료 후 사이토 히데미쓰와의 맞트레이드로 오릭스 블루웨이브에 이적했고 오릭스에 이적할 당시의 기자 회견에서는 “(한신에서)방출되어서 아까웠다고 생각하게 하고 싶다”, “되돌아보고 싶다” 등의 발언을 했다.
오릭스에서는 2003년에 본인으로서는 처음으로 규정 타석을 채우는 것과 동시에 올스타전에 출전을 하는 등 홈런 8개, 타점 46, 도루 7개, 타율 3할 7리의 성적을 남겼다. 다음해인 2004년에는 홈런 9개, 타점 48, 도루 2개, 타율 2할 6푼 9리의 성적을 남긴다. 2004년 시즌 종료 후 분배 드래프트에 의해 계속 오릭스의 선수가 되었지만 2005년에 16경기에만 출전하면서 시즌 종료 후 방출되었다.
2006년에는 KBO 리그 팀인 SK 와이번스에 입단하여 계약금 500만엔, 연봉 3,000만 엔에 계약을 맺으면서 KBO에서는 이리키 사토시에 이은 세 번째이며 야수로서는 처음으로 일본인 선수(한국명으로의 등록명이 아닌 선수)가 되었다. 그러나 시즌 개막 이후 SK 와이번스의 주전 3루수를 차지하며 성공한 외국인 선수로서 뒤를 밟아가던 도중 같은 해 5월 9일 KIA 타이거즈전에서 장문석이 던진 투구에 손가락에 공을 맞아 손가락 골절 때문에 전치 8주의 진단을 받고 방출당했다. 2006년 시즌 종료 후 은퇴를 했다.

### 그 후
2010년, 베이스볼 챌린지 리그의 후쿠이 미라클 엘리펀츠의 타격·수비 코치에 취임했으나 개막 전날인 4월 2일에 개인적인 사정을 이유로 돌연히 사임했다.
16일 일본 스포츠전문지 닛칸스포츠에 따르면 효고현 서부경찰서는 전 한신 타이거즈에서 선수였던 시오타니를 사기 혐의로 체포했다.
시오타니는 "음식점의 매출 권리를 양도해주겠다"며 지인의 회사 임원한테 사기를 부리고 현금 550만 엔(한화 약 7400만원)을 횡령한 혐의를 받고 있다.
경찰에 따르면 시오타니는 "사업비와 생활비가 필요했다"고 진술, 혐의를 인정했다.

## 출신 학교
- 신코가쿠엔 신코 고등학교

## 선수 경력
NPB
- 한신 타이거스(1993년 ~ 2001년)
- 오릭스 버펄로스(2002년 ~ 2005년)

KBO
- SK 와이번스(2006년)

## 개인 기록

### 첫 기록
- 첫 출장 : 1995년 7월 31일, 대 요코하마 베이스타스 14차전(한신 고시엔 구장)
- 첫 안타 : 1996년 10월 1일, 대 요코하마 베이스타스 25차전(한신 고시엔 구장)
- 첫 홈런·첫 타점 : 1996년 10월 10일, 대 주니치 드래건스 26차전(한신 고시엔 구장)
- 첫 선발 출장 : 1997년 8월 11일, 대 주니치 드래건스 20차전(나고야 돔)
- 첫 도루 : 1999년 8월 13일, 대 야쿠르트 스왈로스 20차전(오사카 돔)

### 기타
- 올스타전 출장 : 1회(2003년)

## 등번호
- 62(1993년 ~ 1998년)
- 40(1999년 ~ 2001년)
- 41(2002년)
- 6(2003년 ~ 2005년)
- 10(2006년)

## 연도별 성적
| 연도       | 소속       | 경 기 | 타 석 | 타 수 | 득 점 | 안 타 | 2 루 타 | 3 루 타 | 홈 런 | 루 타 | 타 점 | 도 루 | 도루 실패 | 희생 번트 | 희생 플라이 | 볼 넷 | 고의 사구 | 死 구 | 삼 진 | 병 살 타 | 타 율 | 출 루 율 | 장 타 율 | O P S |
| ---------- | ---------- | ----- | ----- | ----- | ----- | ----- | ------- | ------- | ----- | ----- | ----- | ----- | --------- | --------- | ----------- | ----- | --------- | ----- | ----- | -------- | ----- | -------- | -------- | ----- |
| 1995년     | 한신       | 8     | 4     | 4     | 0     | 0     | 0       | 0       | 0     | 0     | 0     | 0     | 0         | 0         | 0           | 0     | 0         | 0     | 1     | 0        | .000  | .000     | .000     | .000  |
| 1996년     | 한신       | 9     | 8     | 8     | 1     | 2     | 0       | 0       | 1     | 5     | 4     | 0     | 0         | 0         | 0           | 0     | 0         | 0     | 0     | 1        | .250  | .250     | .625     | .875  |
| 1997년     | 한신       | 5     | 5     | 5     | 0     | 0     | 0       | 0       | 0     | 0     | 0     | 0     | 0         | 0         | 0           | 0     | 0         | 0     | 0     | 0        | .000  | .000     | .000     | .000  |
| 1998년     | 한신       | 14    | 19    | 19    | 1     | 2     | 0       | 0       | 0     | 2     | 1     | 0     | 0         | 0         | 0           | 0     | 0         | 0     | 6     | 0        | .105  | .105     | .105     | .211  |
| 1999년     | 한신       | 44    | 127   | 117   | 11    | 33    | 3       | 0       | 3     | 45    | 7     | 1     | 1         | 0         | 0           | 10    | 0         | 0     | 23    | 2        | .282  | .339     | .385     | .723  |
| 2000년     | 한신       | 48    | 120   | 107   | 11    | 27    | 2       | 0       | 2     | 35    | 12    | 1     | 0         | 1         | 0           | 12    | 0         | 0     | 15    | 1        | .252  | .328     | .327     | .655  |
| 2001년     | 한신       | 29    | 88    | 81    | 2     | 17    | 6       | 0       | 1     | 26    | 4     | 2     | 0         | 0         | 0           | 6     | 1         | 1     | 15    | 3        | .210  | .273     | .321     | .594  |
| 2002년     | 오릭스     | 99    | 301   | 274   | 22    | 63    | 13      | 1       | 5     | 93    | 20    | 2     | 0         | 8         | 0           | 17    | 2         | 2     | 50    | 2        | .230  | .280     | .339     | .619  |
| 2003년     | 오릭스     | 123   | 483   | 436   | 58    | 134   | 15      | 1       | 8     | 175   | 46    | 7     | 4         | 5         | 4           | 37    | 1         | 1     | 74    | 13       | .307  | .360     | .401     | .761  |
| 2004년     | 오릭스     | 101   | 389   | 360   | 40    | 97    | 12      | 1       | 9     | 138   | 48    | 2     | 3         | 8         | 2           | 14    | 5         | 5     | 48    | 20       | .269  | .304     | .383     | .688  |
| 2005년     | 오릭스     | 16    | 36    | 34    | 2     | 6     | 3       | 0       | 0     | 9     | 3     | 0     | 0         | 0         | 0           | 2     | 0         | 0     | 3     | 3        | .176  | .222     | .265     | .487  |
| 2006년     | SK         | 23    | 103   | 91    | 15    | 27    | 4       | 0       | 3     | 40    | 19    | 1     | 0         | --        | --          | 7     | --        | 2     | 12    | 2        | .297  | .350     | .440     | .789  |
| NPB : 11년 | NPB : 11년 | 496   | 1580  | 1445  | 148   | 381   | 54      | 3       | 29    | 528   | 145   | 15    | 8         | 22        | 6           | 98    | 9         | 9     | 235   | 45       | .264  | .313     | .365     | .679  |
| KBO : 1년  | KBO : 1년  | 23    | 103   | 91    | 15    | 27    | 4       | 0       | 3     | 40    | 19    | 1     | 0         | --        | --          | 7     | --        | 2     | 12    | 2        | .297  | .350     | .440     | .789  |